# Triodopsis alleni
Triodopsis alleni är en snäckart som först beskrevs av Scott D. Sampson 1883.  Triodopsis alleni ingår i släktet Triodopsis och familjen Polygyridae. Inga underarter finns listade i Catalogue of Life.